# 六郷町 (秋田県)
六郷町（ろくごうまち）は、秋田県の中央部に位置した町。
2004年11月1日に千畑町、仙南村と合併し美郷町（みさとちょう）となった。

## 概要
中心市街地（大字六郷）は六郷扇状地の扇端部にあたり、県内では名水の地として知られ、大字六郷、大字鑓田に湧水地が78か所ある。それぞれ、「〜〜清水」の名称がついており、町民の生活にとけこんでいる。町内の清水は名水百選に選定されており、最近は観光面でも注目されるようになってきた。
上流部の黒森山一帯は水源の森百選に選ばれている。大字六郷東根の関田周辺が扇状地の扇頂部にあたり、山間部と平野部の境界にあたる。扇央部の野中・明田地野はかつては水の得にくい地域であり、畑作や馬産がさかんであったが、昭和20年代後半の田沢疏水の開通後は水田化が進んだ。なお、戦前の明田地野は臨時の飛行場として用いられたことがあり、太平洋戦争開始後は軍用として整備する計画があった。西方の本館地区は水田がひろがる古くからの米どころであり、室町時代から戦国時代にかけては六郷城のあったところである。
町内には南北朝時代の板碑が多く分布し、浄土宗の東光山本覚寺に平安時代初期の「貞観の写経」・「白雲上人画像」、浄土真宗の法望山照楽寺に「伝平将門の陣幕」（いずれも県指定有形文化財）があり、各寺院に伝わる寺宝には古く、貴重なものが多い。
中心市街六郷の東方に熊野神社、西方に秋田諏訪宮があり、それぞれ格式高い古社である。前者は8月下旬の全県かけ唄大会、後者は2月中旬の六郷のカマクラ（竹うち）で知られる。初代藩主の父佐竹義重が東方からの防備のため周囲から仏教寺院を集めたため、中心市街には26の寺があり、「人口にくらべて寺の多い町」「寺の町」というイメージが強い。
近世では、羽州街道の宿駅として栄え、久保田藩・津軽藩の本陣が置かれた。
名水と秋田米を利用した日本酒醸造業がさかんで、「春霞」（栗林酒造店、明治7年創業）、「八千代」（八千代酒造、大正4年）、「奥清水」（高橋酒造店、大正8年）の3つの蔵元しか残っていないが、かつては京野酒造店の「國之誉」（文政11年創業）、志ら梅酒造店の「志ら梅」（元禄年間創業）などの蔵元があった。享保年間には、六郷川内池・高野500軒中19軒の酒屋があり、タガ屋が15軒あったと記録されている。今日では、サイダーなど清涼飲料水の生産もさかんである。
江戸時代の佐竹氏久保田藩領にあっては富裕な町として知られ、久保田・横手・大館の三城下町以外では唯一時鐘が許された。また、小西呉服、湯川呉服、栗林呉服など周辺町村からは呉服店の多い町としても知られていた。
高梨村払田出身の後藤宙外は明治から昭和初期にかけての文学者として知られるが、作家として高名になったのちの大正年間に六郷町長を2期8年務めている。

## 地理
六郷町は横手盆地の東に位置している。町の中心部は西寄りにあり、東部は扇状地や山岳地帯が広がる。
- 山 : 黒森山
- 河川 : 丸子川（上流では荒川と称する）、伊勢堂川
- 湖沼 : 七滝ダム、六郷ダム

隣接していた自治体は、以下の通り。
- 秋田県
  - 横手市
  - 大曲市
  - 仙北郡 : 仙南村、千畑町
  - 平鹿郡 : 山内村
- 岩手県
  - 和賀郡 : 湯田町

## 旧高・旧領
明治初年の石高は以下の通り。
| 村           |  | 旧高          | 旧領               | 旧県   |
| ------------ |  | ------------- | ------------------ | ------ |
| 鑓田村       |  | 386.398010石  | 秋田藩（久保田藩） | 秋田県 |
| 野中村       |  | 158.733994石  | 秋田藩（久保田藩） | 秋田県 |
| 六郷高野村   |  | 610.270020石  | 秋田藩（久保田藩） | 秋田県 |
| 六郷川内池村 |  | 809.726013石  | 秋田藩（久保田藩） | 秋田県 |
| 六郷本館村   |  | 719.130981石  | 秋田藩（久保田藩） | 秋田県 |
| 六郷東根村   |  | 1416.108032石 | 秋田藩（久保田藩） | 秋田県 |
| 合計         |  | 4100.367050石 | —                  | —      |

## 歴史年表
- 平安時代 - 出羽国山本郡山本郷として成立。
- 平安時代 - 鎧ヶ崎城（荒川城）が建設される。
- 1549年 - 六郷城が築かれる。
- 1590年 - 六郷政乗、本領安堵される。仙北一揆
- 1602年 - 六郷一揆が発生するが、間もなく鎮圧される。
- 1874年5月6日 - 六郷尋常小学校が開校。
- 1876年11月1日 - 本道小学校が開校。
- 同年 - 高野村、本館村、川内池村が合併し、六郷村になる。
- 1880年2月 - 本道小学校を六郷尋常小学校に併合。
- 1889年（明治22年） - 町村制施行により六郷村、野中村、六郷東根村が合併し六郷村が発足[1]。
- 1891年 - 町制施行。六郷町となる。
- 1896年8月31日 - 陸羽地震（六郷地震）発生。六郷町では、死者30人余、負傷者数十人、行方不明者1人、家屋の全壊900戸余、半壊100戸余。
- 1912年 - 秋田県内で初めて自転車競争大会が開催される。
- 1913年 - 町内に初めて街灯がともる。
- 1916年 - 町内の30件に電話が開通。
- 1927年9月20日 - 青い目の人形が六郷尋常小学校に贈られる（現存）。
- 1935年7月10日 - 六郷青年学校が開校。
- 1936年2月7日 - ブルーノ・タウトが来町。
- 1947年4月1日 - 六郷町立六郷中学校が開校。
- 1950年4月 - 秋田県立六郷高等学校が開校。
- 1956年3月1日 - 鑓田地区が六郷町に編入される[1]。
- 1963年 - 鎧ヶ崎城が古代城柵跡の認定を受ける。
- 1964年 - 六郷小学校で学校給食が始まる。
- 同年 - 町の木がイチョウに決定する。
- 1973年 - 町民歌、町章が制定される。
- 1981年3月31日 - 本館小学校が閉校。
- 1982年1月14日 - 「六郷のかまくら」が国の重要無形民俗文化財に指定される。
- 1985年1月5日 - 「六郷湧水群」が名水百選に選ばれる。
- 2001年 - ワールドゲームズのコーフボールの試合が行われる。
- 2004年11月1日 - 千畑町、仙南村と合併し美郷町となる。

## 教育
高等学校
- 秋田県立六郷高等学校

中学校
- 六郷町立六郷中学校

小学校
- 六郷町立六郷小学校
- 六郷町立六郷東根小学校

## 交通

### 道路
- 一般国道
  - 国道13号

## 名所・旧跡・観光スポット・祭事・催事
- 六郷のかまくら（かまくら行事の一種）
- 六郷湧水群
- 石名館遺跡
- 石森古墳、蕨手刀
- 鎧ヶ崎城
- 六郷城

## 歴代町長
1. 畠山久左衛門 （1889年（明治22年）5月14日-1893年（明治26年）5月13日）
2. 畠山久左衛門 （1893年（明治26年）5月14日-1896年（明治29年）1月31日）：辞任
3. 京野孝之助 （1896年（明治29年）3月12日-1898年（明治31年）3月）：辞任
4. 栗林七兵衛 （1898年（明治31年）4月7日-1901年（明治34年）2月28日）：病気辞任
5. 畠山久左衛門 （1901年（明治34年）4月1日-1905年（明治38年）3月31日）
6. 畠山久左衛門 （1905年（明治38年）4月17日-1909年（明治42年）4月16日）
7. 畠山久左衛門 （1909年（明治42年）5月17日-1913年（大正2年）5月16日）
8. 畠山久左衛門 （1913年（大正2年）5月21日-1915年（大正4年）3月31日）：辞任
9. 湯川辰治 （1915年（大正4年）4月24日-1919年（大正8年）4月23日） 志ら梅
10. 後藤寅之助 （1919年（大正8年）4月24日-1923年（大正12年）4月23日）
11. 後藤寅之助 （1923年（大正12年）4月24日-1927年（昭和2年）4月23日）
12. 寺田隆造（1927年（昭和2年）6月14日-1931年（昭和6年）6月13日）
13. 寺田隆造（1931年（昭和6年）6月14日-1935年（昭和10年）6月13日）
14. 寺田隆造（1935年（昭和10年）6月14日-1939年（昭和14年）6月13日）
15. 藤井新八郎 （1939年（昭和14年）6月14日-1942年（昭和17年）3月26日）：辞職
16. 湯川岩蔵 （1942年（昭和17年）4月1日-1943年（昭和18年）10月21日）：召集 湯川呉服
17. 高橋哲之助 （1944年（昭和19年）7月27日-1944年（昭和19年）10月16日）：病気退任
18. 小西竹治郎 （1944年（昭和19年）10月30日-1946年（昭和21年）2月18日） 小西呉服
19. 赤坂東九郎 （1946年（昭和21年）4月2日-1947年（昭和22年）4月3日）
20. 中川正治 （1947年（昭和22年）4月22日-1951年（昭和26年）4月14日）
21. 高橋誠一郎 （1951年（昭和26年）4月24日-1955年（昭和30年）4月30日）
22. 泉多四郎 （1955年（昭和30年）4月24日-1964年（昭和39年）6月5日）
23. 梁田正次郎 （1964年（昭和39年）7月12日-1980年（昭和55年）7月11日）
24. 近藤元一 （1980年（昭和55年）7月12日-1988年（昭和63年）7月11日）
25. 京野大三 （1988年（昭和63年）7月12日-1996年（平成8年）7月11日）
26. 坂本茂弘（1996年（平成8年）7月12日-2004年（平成16年）10月31日）

## 出身有名人
- 加藤忍 - 競輪選手
- 雲然俊美 - 牧師
- 小杉天外 - 小説家
- 高橋喜平 - 雪崩研究家、エッセイスト
- 小西正太郎（1876-1956） - 洋画家、県会議員
- 佐々木久実 - 日本画家
- 佐藤春雄 - アナウンサー
- むのたけじ - ジャーナリスト
- 京野孝之助（1840 - 1911） - 酒造業、教育振興、陸羽地震
- 飛沢祐治（1850 - 1912） - 教育、乾田馬耕奨励

### 政治家
- 辻辰之助（幕末維新の勤皇家）
- 畠山久左衛門（1847 - 1925） - 初代町長、養蚕業、植林

### 経済人
- 熊谷武五郎（1842-1902、初代敦賀県知事、大蔵大丞、四十四銀行頭取）

### 医師、教育者
- 熊谷松陰（1823-1905、国学者、教育者）
- 藤井新八郎（1875-1948、医者）
- 熊谷カウ（1884-1966、教育者）
- 栗林治郎作（1892-1967、郷土史家）
- 栗林新一郎（1906-1983、教育者、郷土史家）

### ゆかりの人
- 藤井玄淵（不詳-1827、出羽国久保田藩藩医。龍角散創始者） - 六郷東根に住み、大曲にも長く住んでいた[7]
- 藤井玄信（不詳-1844、久保田藩藩医）
- 後藤宙外（高梨村払田出身（大仙市）出身。六郷町大町へ移住し、のちに本籍地とした[8]）
- 藤井帰一郎（1860-1942、教育者） - 内小友村（大仙市）出身、六郷町に居住
- 寺田隆造（1874-1949、政治家） - 土崎港町出身、六郷町へ移住